# Claes Axel Meurling
Claes Axel Meurling, född den	13 februari 1809 i Gränna, död den 29 december 1888 på sin egendom Gransäter i Östergötland, var en svensk militär och statstjänsteman. 
Meurling var överste och regementschef vid Norra skånska infanteriregementet från 1860 till 1867. Han var sedermera distriktschef för södra tulldistriktet 1867 till 1871.
Meurling härstammade från prästsläkten med samma namn från Kristdala i Småland. Hans föräldrar var protokollsekreteraren och godsägaren Johan Adolph Meurling och hans maka Lovisa Ottiliana (född Klöfverskjöld). Han var farbror till översten Carl Meurling.
Meurling ägde bland annat godsen Aranäs gård utanför Gränna och Hjelmsäter i Östergötland..
Han var kommendör av första klassen av Svärdsorden och kommendör av första graden av Dannebrogsorden.